# Estación Lértora
Lértora era una estación ferroviaria ubicada en las áreas rurales del partido de Trenque Lauquen, Provincia de Buenos Aires, Argentina.

## Ubicación
La estación se encuentra a 497 km de la Ciudad Autónoma de Buenos Aires, y a 48 km de la localidad de Trenque Lauquen.

## Servicios
No presta servicios de pasajeros ni de cargas. Sus vías se encuentran sin uso y en estado de abandono.